# Französische Badmintonmeisterschaft 2017
Die Französische Meisterschaft 2017 im Badminton fand vom 2. bis zum 5. Februar 2017 in Amiens statt. Es war die 68. Austragung der nationalen Titelkämpfe im Badminton in Frankreich.

## Medaillengewinner
| Disziplin    | Gold                         | Silber                            | Bronze                               |
| ------------ | ---------------------------- | --------------------------------- | ------------------------------------ |
| Herreneinzel | Lucas Corvée                 | Lucas Claerbout                   | Thomas Rouxel                        |
| Herreneinzel | Lucas Corvée                 | Lucas Claerbout                   | Brice Leverdez                       |
| Dameneinzel  | Delphine Lansac              | Marie Batomene                    | Yaëlle Hoyaux                        |
| Dameneinzel  | Delphine Lansac              | Marie Batomene                    | Katia Normand                        |
| Herrendoppel | Bastian Kersaudy Julien Maio | Brice Leverdez Laurent Constantin | Baptiste Carême Sylvain Grosjean     |
| Herrendoppel | Bastian Kersaudy Julien Maio | Brice Leverdez Laurent Constantin | Svetoslav Stoyanov Erwin Kehlhoffner |
| Damendoppel  | Émilie Lefel Anne Tran       | Delphine Delrue Léa Palermo       | Lorraine Baumann Vimala Hériau       |
| Damendoppel  | Émilie Lefel Anne Tran       | Delphine Delrue Léa Palermo       | Verlaine Faulmann Émilie Lefel       |
| Mixed        | Ronan Labar Audrey Fontaine  | Jordan Corvée Anne Tran           | Bastian Kersaudy Léa Palermo         |
| Mixed        | Ronan Labar Audrey Fontaine  | Jordan Corvée Anne Tran           | Thom Gicquel Delphine Delrue         |